# تئودور بورکهارت
تئودور بورکهارت (انگلیسی: Theodor Burkhardt; ۳۱ ژانویهٔ ۱۹۰۵ – ۱۴ مارس ۱۹۵۸) بازیکن فوتبال اهل آلمان بود.
وی همچنین در تیم ملی فوتبال آلمان بازی کرده‌است.